# Prugnanes
Prugnanes är en kommun i departementet Pyrénées-Orientales i regionen Occitanien i södra Frankrike. Kommunen ligger i kantonen Saint-Paul-de-Fenouillet som tillhör arrondissementet Perpignan. År 2022 hade Prugnanes 97 invånare.

## Befolkningsutveckling
Antalet invånare i kommunen Prugnanes
| Referens: INSEE |